# جوآن هریس
جوآن هریس (انگلیسی: Joanne Harris؛ زادهٔ ۳ ژوئیهٔ ۱۹۶۴) یک نویسنده، و رمان‌نویس اهل بریتانیا است. معروفیت وی بیشتر به خاطر رمان شکلات است که بر اساس آن فیلمی به همین نام ساخته شد.